# Église Saint-Boniface d'Essen

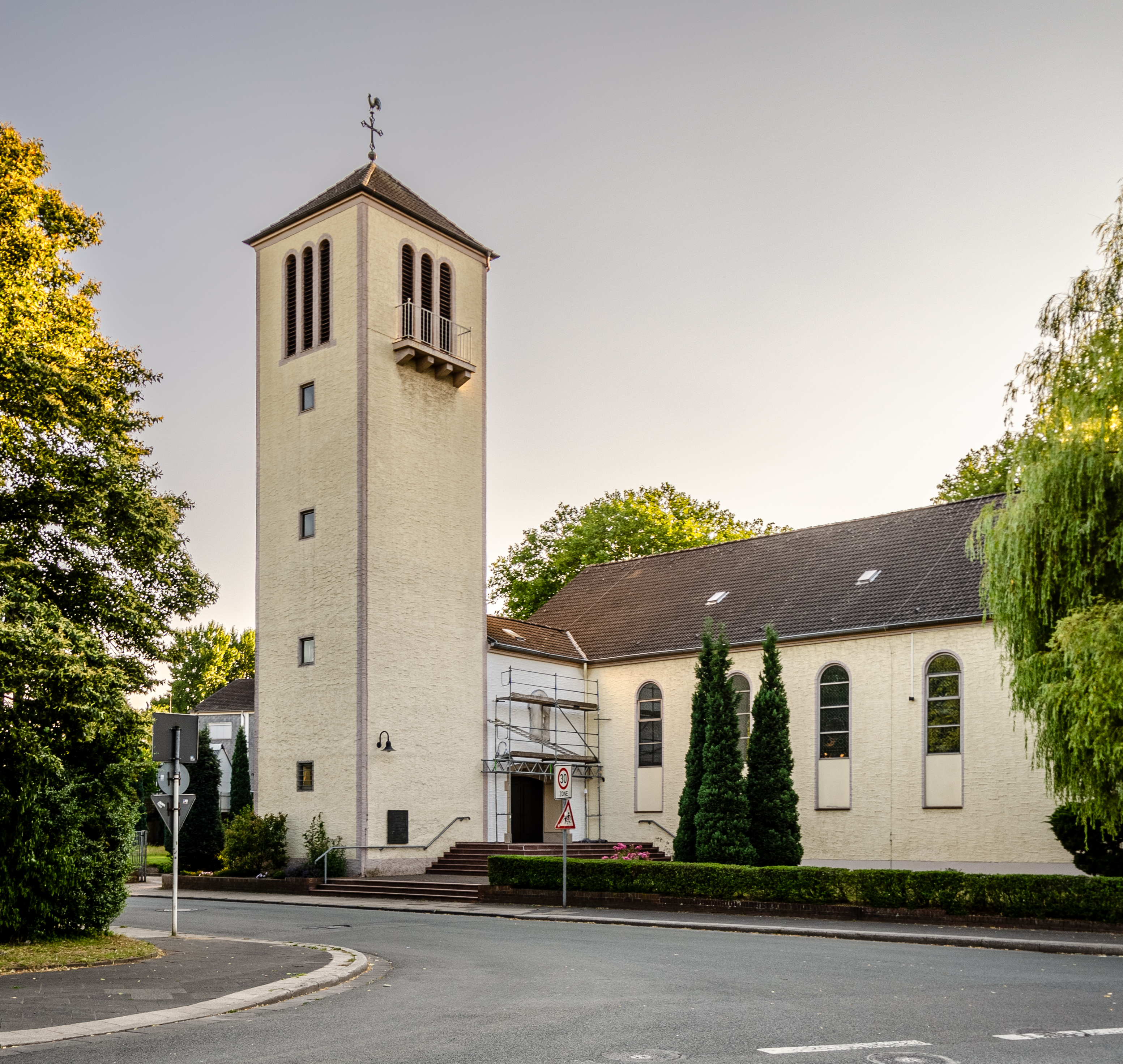
Église Saint-Boniface.

L'église Saint-Boniface (Kirche St. Bonifatius) est une église catholique qui se trouve en Allemagne dans le quartier de Bergeborbeck de la ville d'Essen (région de la Ruhr). Elle est dédiée à saint Boniface, apôtre des Germains, et dépend de la fraternité sacerdotale Saint-Pie-X. Le culte y est donc célébré en latin.

## Histoire
Cet édifice est construit en 1939-1940 comme église protestante sous le nom de « Glaubenskirche »; elle est gravement endommagée par les bombes alliées à la fin de la guerre et reconstruite en 1952. Elle est vendue en juin 1981 à la fraternité sacerdotale Saint-Pie-X qui procède à des aménagements pour la rendre conforme aux dispositions du culte catholique. Elle est consacrée le 25 octobre 1981, en la fête du Christ Roi. La FSSPX ouvre alors pour la desservir son troisième prieuré allemand (après Munich, Sarrebruck, ainsi que le séminaire de Zaitzkofen).

## Description
Le maître-autel de l'église datant de 1981 est fait de pierre des Dolomites et il est surmonté d'un tableau d'autel (1982) des mains de Gottfried Gerstl dans le style munichois. On remarque sur un autel latéral une Vierge datant de 1800 en provenance de Hambourg. Les vitraux de couleurs claires représentent en médaillon saint Boniface, saint Pierre, saint Paul et saint Pie X et sont issus de la maison Derix de Kevelaer. Les anciennes verrières montrent des personnages de mineurs rappelant le destin industriel de la région.
À côté de la chaire et des fonts baptismaux, on trouve un orgue à onze registres auxquels deux autres ont été ajoutés.
Les quatre cloches ont été bénites par Mgr Lefebvre en 1983.